# Coudun

Coudun este o comună în departamentul Oise, Franța. În 1 ianuarie 2022 avea o populație de 1.054 de locuitori.